# Ариарамн
Ариарамн (Ариамн II; др.-греч. Aριαμνης) — царь Каппадокии в 280—230 годах до н. э.
Ариарамн был старшим сыном царя Ариарата II. Вероятно, в правление Ариарамна Каппадокия добилась полной независимости от Сирийского царства. Ариарамн правил совместно со своим сыном Ариаратом III, к которому и перешёл царский престол после его смерти. Дочь Ариарамна стала женой правителя части государства Селевкидов Антиоха Гиеракса.